# Yvan Muller

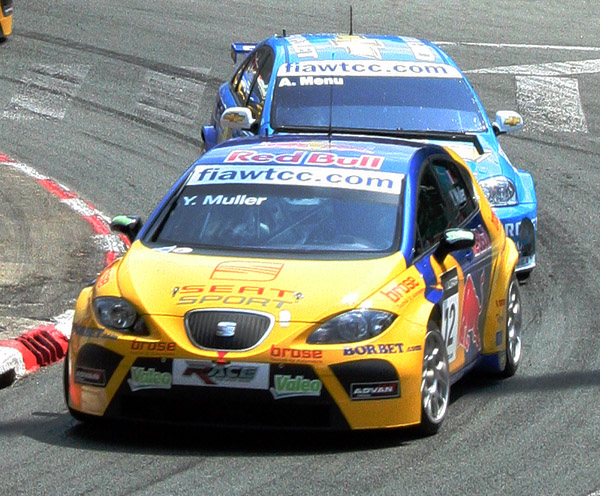
Yvan Muller podczas wyścigu w Pau w 2007 roku

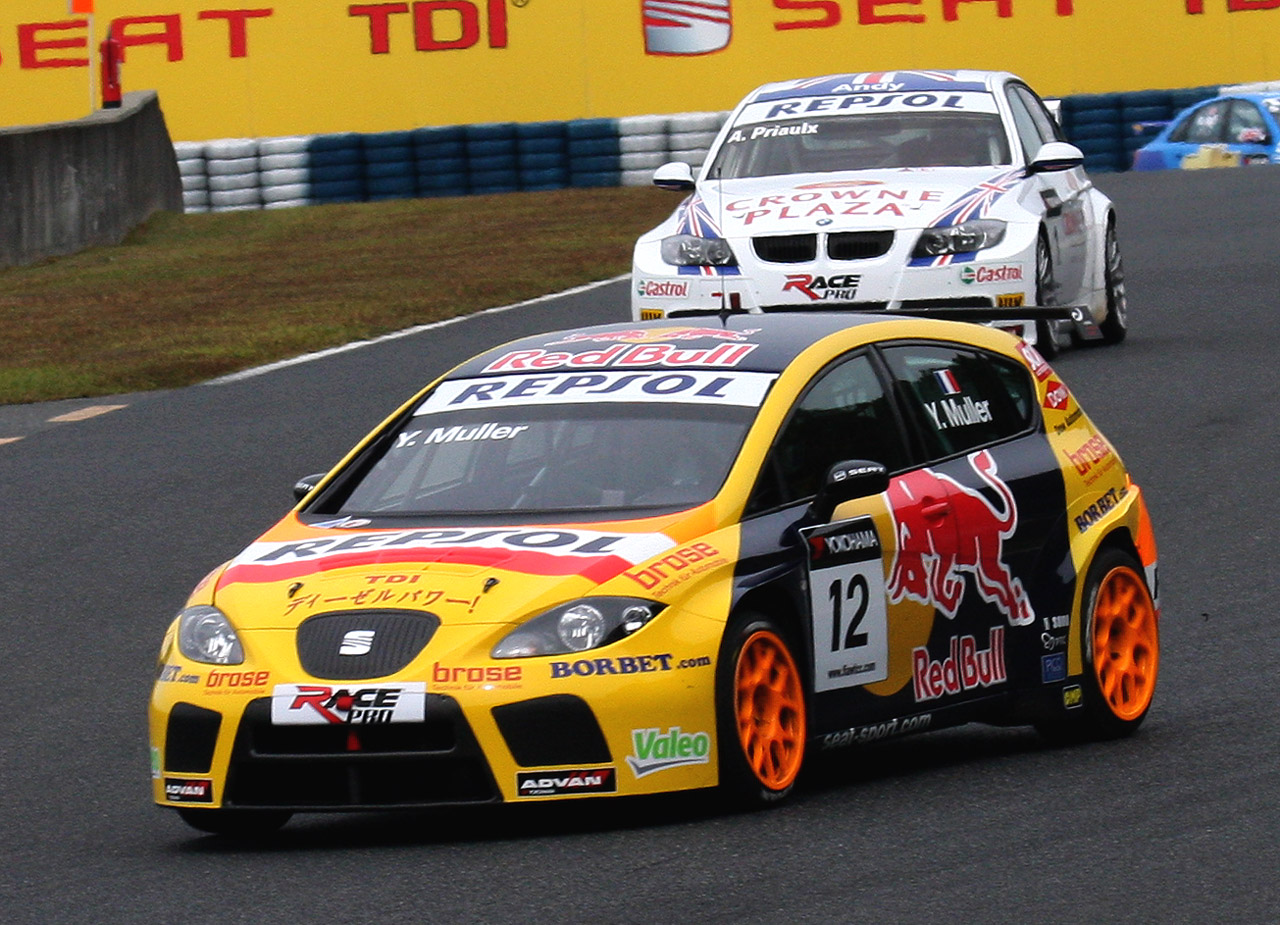
Muller na torze Okayama w październiku 2008

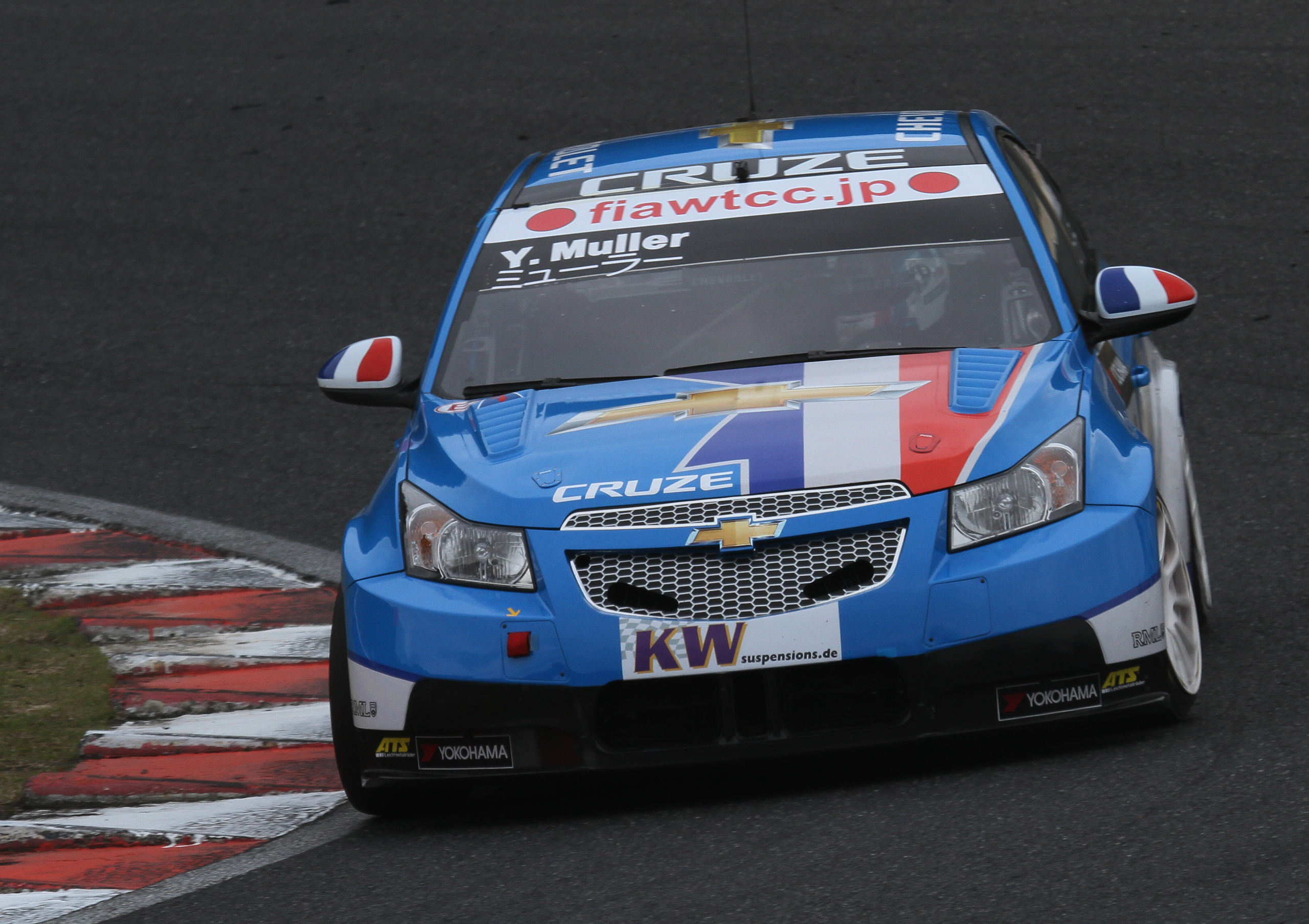
Muller podczas treningu w Wyścigu Japonii w 2010

Yvan Muller (ur. 16 sierpnia 1969 w Altkirch, Alzacja) – francuski kierowca wyścigowy, aktualnie kierowca zespołu Citroëna w serii World Touring Car Championship. Czterokrotny mistrz świata tej serii z sezonów 2008, 2010, 2011 i 2013. Mistrz brytyjskiej serii BTCC w roku 2003, a także 10-krotny mistrz Andros Trophy z lat 1996–2002 oraz 2004–2006.

## Kariera
Kariera Yvana Mullera rozpoczęła się od wyścigów samochodów jednomiejscowych. W 1988 roku startował we francuskiej Formule Renault, a w kolejnych latach w takich seriach, jak Francuska Formuła 3 (1989–1991), Brytyjska Formuła 2 (1992) oraz F3000 w sezonie 1993.
W 1994 roku przeniósł się do wyścigów samochodów turystycznych, startując we francuskiej serii FTCC (Francuskie Mistrzostwa Samochodów Turystycznych). W pierwszym roku startów w tej serii wywalczył trzecie miejsce w ogólnej klasyfikacji, a w kolejnym sezonie zdobył tytuł mistrza. W latach 1996–1997 startował we włoskich i niemieckich mistrzostwach, po czym przeniósł się do BTCC (Brytyjskie Mistrzostwa Samochodów Turystycznych), w których spędził osiem sezonów.

### BTCC
W pierwszym sezonie w BTCC (1998) jeździł w zespole Audi, a w kolejnym podpisał kontrakt z zespołem Vauxhall Motorsport, w barwach którego w tym samym roku odniósł swoje pierwsze zwycięstwo w BTCC. W końcowej klasyfikacji zajął szóste miejsce. W sezonie 2000 zdobył trzy zwycięstwa, co pozwoliło na uzyskanie czwartego miejsca w klasyfikacji.
Sezon 2001 okazał się przełomowy dla Vauxhall Motorsport, gdyż po zmianie przepisów zespół posiadał najlepszy samochód w mistrzostwach. W kolejnych latach Vauxhall nadal utrzymywał pozycję czołowego zespołu, dzięki czemu lata 2001-2005 okazały się bardzo udane dla Yvana Mullera. W sezonie 2003 udało mu się wywalczyć tytuł mistrza, a w pozostałych czterech latach był wicemistrzem. W 2001 r. przegrał rywalizację z partnerem zespołowym, Jasonem Plato, w latach 2002 i 2004 z Jamesem Thompsonem, również partnerem z zespołu, a w sezonie 2005 pokonał go Matt Neal z zespołu Team Halfords.

### WTCC
12 listopada 2005 oficjalnie ogłoszono, że w sezonie 2006 Yvan Muller będzie kierowcą zespołu SEAT Sport w Mistrzostwach Świata Samochodów Turystycznych (WTCC). W otwierających sezon dwóch wyścigach na torze Monza, Muller zdobył dwa drugie miejsca, a w piątej rundzie na torze Brands Hatch odniósł pierwsze zwycięstwo w WTCC. Sezon ukończył na czwartym miejscu, zdobywając 62 punkty.
W 2007 roku odniósł dwa zwycięstwa i do ostatniego wyścigu walczył o mistrzostwo z Andym Priaulx, jednak ostatecznie został wicemistrzem po tym jak podczas ostatniej rundy w Makau, na przedostatnim okrążeniu pierwszego wyścigu, którego był liderem, awarii uległa pompa paliwa w jego samochodzie, co wyeliminowało go z drugiego wyścigu i kosztowało tytuł mistrza.
Trzeci rok współzawodnictwa w WTCC Muller rozpoczął od zwycięstwa w otwierającym sezon wyścigu w Kurytybie. Po siódmej rundzie w Brands Hatch odebrał prowadzenie w klasyfikacji generalnej od swojego głównego rywala w tym sezonie, Gabriele Tarquini i nie stracił go już do końca mistrzostw. Łącznie w sezonie 2008 odniósł trzy zwycięstwa, dziewięciokrotnie stawał na podium i punktował w 22 z 24 wyścigów, dzięki czemu zdobył tytuł mistrza z przewagą 26 punktów nad Tarquinim.
W sezonie 2009 zwyciężył w czterech wyścigach, a w klasyfikacji generalnej zajął drugie miejsce. W dniu finałowej rundy mistrzostw w Makau ogłoszone zostało jego przejście do zespołu Chevrolet, gdzie startował od sezonu 2010.
Dla amerykańskiego producenta Francuz zdobył dwa tytuły mistrzowskie. W 2010 roku czternastokrotnie stawał na podium w tym trzykrotnie na jego najwyższym stopniu. Uzbierane 331 punktów pozwoliło na pokonanie wszystkich rywali. Rok później Muller toczył zaciętą walkę z Robertem Huffem. Miał tyle samo zwycięstw, co Brytyjczyk, lecz więcej razy stawał na podium. Ostatecznie lepszym okazał się Muller, wygrywając o zaledwie trzy punkty. W 2012 roku Francuz wygrał jeszcze więcej wyścigów - dziewięć. Jednak wyniki w pozostałych wyścigach zdecydowały, że przegrał z Huffem i Menu.
Po wycofaniu się Chevroleta z mistrzostw jako ekipy fabryczne, Muller dołączył w 2013 roku do ekipy RML, który korzystała właśnie z konstrukcji amerykańskiego producenta. Tym razem Francuz zdominował mistrzostwa, odnosząc zwycięstwa w siedmiu wyścigach, piętnastokrotnie stając na podium i regularnie zdobywając punkty. Drugiego w klasyfikacji Gabriele Tarquini pokonał o 189 punktów.
Od sezonu 2014 Yvan Muller reprezentuje barwy marki Citroën, który wraz z modelem C-Elysée WTCC zadebiutował w tej serii. Niespodziewanie to nie Francuz, ale José María López częściej odnosił zwycięstwa. Argentyńczyk wygrał dziesięć wyścigów, a Francuz był najlepszy w czterech. To zdecydowało, że Muller nie zdołał obronić tytułu mistrzowskiego i został sklasyfikowany na drugiej pozycji.
| Przebieg kariery w wyścigach samochodów turystycznych | Przebieg kariery w wyścigach samochodów turystycznych | Przebieg kariery w wyścigach samochodów turystycznych | Przebieg kariery w wyścigach samochodów turystycznych | Przebieg kariery w wyścigach samochodów turystycznych | Przebieg kariery w wyścigach samochodów turystycznych |
| Sezon                                                 | Seria                                                 | Zespół                                                | Samochód                                              | Zwycięstwa                                            | Miejsce                                               |
| ----------------------------------------------------- | ----------------------------------------------------- | ----------------------------------------------------- | ----------------------------------------------------- | ----------------------------------------------------- | ----------------------------------------------------- |
| 1994                                                  | FTCC                                                  | -                                                     | BMW 318is                                             | 2                                                     | 3                                                     |
| 1995                                                  | FTCC                                                  | -                                                     | BMW 318is                                             | 9                                                     | 1                                                     |
| 1996                                                  | ITCC                                                  | -                                                     | Audi A4 Quattro                                       | -                                                     | 4                                                     |
| 1997                                                  | STC                                                   | -                                                     | Audi A4                                               | -                                                     | 7                                                     |
| BTCC                                                  |                                                       |                                                       |                                                       |                                                       |                                                       |
| 1998                                                  | BTCC                                                  | Audi                                                  | Audi A4 Quattro                                       | -                                                     | 7                                                     |
| 1999                                                  | BTCC                                                  | Vauxhall Motorsport                                   | Vauxhall Vectra                                       | 1                                                     | 6                                                     |
| 2000                                                  | BTCC                                                  | Vauxhall Motorsport                                   | Vauxhall Vectra                                       | 3                                                     | 4                                                     |
| 2001                                                  | BTCC                                                  | Vauxhall Motorsport                                   | Vauxhall Astra Coupé                                  | 10                                                    | 2                                                     |
| 2002                                                  | BTCC                                                  | Vauxhall Motorsport                                   | Vauxhall Astra Coupé                                  | 5                                                     | 2                                                     |
| 2003                                                  | BTCC                                                  | VX Racing                                             | Vauxhall Astra Coupé                                  | 6                                                     | 1                                                     |
| 2004                                                  | BTCC                                                  | VX Racing                                             | Vauxhall Astra Coupé                                  | 5                                                     | 2                                                     |
| 2005                                                  | BTCC                                                  | VX Racing                                             | Vauxhall Astra Sport Hatch                            | 6                                                     | 2                                                     |
| WTCC                                                  |                                                       |                                                       |                                                       |                                                       |                                                       |
| 2006                                                  | WTCC                                                  | SEAT Sport                                            | SEAT León                                             | 1                                                     | 4                                                     |
| 2007                                                  | WTCC                                                  | SEAT Sport                                            | SEAT León                                             | 2                                                     | 2                                                     |
| 2008                                                  | WTCC                                                  | SEAT Sport                                            | SEAT León TDI                                         | 3                                                     | 1                                                     |
| 2009                                                  | WTCC                                                  | SEAT Sport                                            | SEAT León TDI                                         | 4                                                     | 2                                                     |
| 2010                                                  | WTCC                                                  | Chevrolet                                             | Chevrolet Cruze LT                                    | 3                                                     | 1                                                     |
| 2011                                                  | WTCC                                                  | Chevrolet                                             | Chevrolet Cruze 1.6T                                  | 8                                                     | 1                                                     |
| 2012                                                  | WTCC                                                  | Chevrolet                                             | Chevrolet Cruze 1.6T                                  | 9                                                     | 3                                                     |
| 2013                                                  | WTCC                                                  | RML                                                   | Chevrolet Cruze 1.6T                                  | 7                                                     | 1                                                     |
| 2014                                                  | WTCC                                                  | Citroën                                               | Citroën C-Elysée WTCC                                 | 4                                                     | 2                                                     |

### Inne wyścigi
W latach 1993 i 1996 brał udział w 24-godzinnym wyścigu 24h Le Mans, jednak żadnego nie ukończył. Od 1996 roku uczestniczy w Andros Trophy, serii wyścigów na lodzie, w której odniósł 46 zwycięstw i zdobył 10 tytułów mistrzowskich. W 2005 roku odniósł zwycięstwo podczas australijskiego wyścigu wytrzymałościowego Sandown 500 (jego partnerem był australijski kierowca V8 Supercars, Craig Lowndes). W latach 2007 oraz 2009 wziął udział w Rajdzie Dakar. Ponadto, w latach 2007-2009 trzykrotnie reprezentował Francję podczas wyścigu Race of Champions (z Sébastienem Bourdais w 2007 roku, z Sébastienem Loebem w 2008, oraz z Guerlainem Chicheritem w 2009)